# Claudio Fileppi
Claudio Oscar Fileppi (Posadas, Provincia de Misiones, Argentina; 29 de abril de 1984) es un exfutbolista y actual director técnico argentino. Jugaba como mediocampista por izquierda y su primer equipo fue Racing. Su último club antes de retirarse fue Bartolomé Mitre de Posadas.
Actualmente es el director técnico en Estudio Nereo Galeano.

## Trayectoria
Claudio Fileppi comenzó a jugar al fútbol en el club Bartolomé Mitre de su Posadas natal hasta que en 1999, con 14 años, se sumó a las inferiores de Racing luego de estar a prueba durante una semana. Su debut como profesional se produjo el 13 de agosto de 2005 en la victoria 2-0 como visitante ante Colón de Santa Fe. El 7 de mayo de 2006 marcó su primer gol, que sirvió para que Racing le ganara 2-0 a River Plate en el Monumental.
Luego de una extensa carrera, en 2019 decide colgar los botines debido a una lesión de rodilla que lo venía aquejando desde hacía tiempo.

## Clubes

### Como jugador
| Club                        | País      | Año       |
| --------------------------- | --------- | --------- |
| Racing Club                 | Argentina | 2005-2008 |
| Gimnasia y Esgrima de Jujuy | Argentina | 2008-2009 |
| Independiente Rivadavia     | Argentina | 2009-2011 |
| Instituto de Córdoba        | Argentina | 2011-2012 |
| Gimnasia y Esgrima de Jujuy | Argentina | 2012-2013 |
| Crucero del Norte           | Argentina | 2013-2015 |
| Bartolomé Mitre de Posadas  | Argentina | 2016-2017 |
| Guaraní Antonio Franco      | Argentina | 2017-2019 |
| Bartolomé Mitre de Posadas  | Argentina | 2019      |

### Como asistente técnico
| Club                   | País      | Año    |
| ---------------------- | --------- | ------ |
| Guaraní Antonio Franco | Argentina | 2020-? |

## Palmarés
| Título                     | Club              | País      | Año  |
| -------------------------- | ----------------- | --------- | ---- |
| Ascenso a Primera División | Crucero del Norte | Argentina | 2014 |